# Monte Fleons
Monte Fleons (niem. Raudenspitze) – szczyt w Alpach Karnickich. Leży na granicy między Włochami (Friuli-Wenecja Julijska) a Austrią (Karyntia). Szczyt góruje nad doliną Val Fleons.